# Usmon Yusupov
Usmon Yusupovich Yusupov (uzb. Усмон Юсупович Юсупов; ros. Усман Юсупович Юсупов, Usman Jusupowicz Jusupow; ur. 1 marca 1900 w Kaptarxonie na przedmieściach Fergany (obecnie w granicach Fergany), zm. 7 maja 1966 w Yangiyoʻl) – radziecki i uzbecki polityk, I sekretarz Komunistycznej Partii (bolszewików) Uzbekistanu (1937-1950), prezes Rady Ministrów Uzbeckiej Socjalistycznej Republiki Radzieckiej (1953-1954), minister bawełny ZSRR (1950-1953).

## Życiorys
Od 1918 pracował przy uprawie bawełny, w 1926 został członkiem WKP(b), 1926-1928 był zastępcą przewodniczącego i przewodniczącym powiatowego komitetu związku zawodowego budowlańców, następnie sekretarzem powiatowego komitetu partyjnego w Taszkencie. Kształcił się na kursach marksizmu przy Centralnym Komitecie Wykonawczym ZSRR, w grudniu 1936 został ludowym komisarzem przemysłu spożywczego Uzbeckiej SRR. Od września 1937 do kwietnia 1950 był I sekretarzem KC Komunistycznej Partii (bolszewików) Uzbekistanu i jednocześnie członkiem Biura KC KP(b)U i od stycznia do czerwca 1938 I sekretarzem Biura Organizacyjnego KC KP(b)U na obwód taszkencki, a od czerwca 1938 do 1939 I sekretarzem Komitetu Obwodowego KP(b)U w Taszkencie.  Od 5 kwietnia 1950 do 15 marca 1953 był ministrem bawełny ZSRR, od 7 kwietnia 1953 do 18 grudnia 1954 prezesem Rady Ministrów Uzbeckiej SRR, a 1955-1959 dyrektorem sowchozu w obwodzie taszkenckim, w 1959 przeszedł na emeryturę. Deputowany do Rady Najwyższej ZSRR od 1 do 4 kadencji, w latach 1938-1950 członek Prezydium Rady Najwyższej ZSRR.

## Odznaczenia
- Order Lenina (sześciokrotnie)
- Order Czerwonego Sztandaru Pracy
- Order Wojny Ojczyźnianej I klasy
- Order „Znak Honoru”